# 未来講師めぐる
『未来講師めぐる』（みらいこうしめぐる）は、2008年1月11日から3月14日まで、テレビ朝日系の「金曜ナイトドラマ」枠で毎週金曜日23:15 - 翌0:10に放送された深田恭子主演のテレビドラマ。

## 概要
前番組の『モップガール』とは逆に、未来が見えてしまう女性講師の物語。
脚本は『池袋ウエストゲートパーク』･『木更津キャッツアイ』の宮藤官九郎。連続ドラマの脚本を務めるのは『吾輩は主婦である(2006年5月・TBS系)』以来2年ぶり、テレビ朝日系では初めての作品となる。深田恭子は『富豪刑事デラックス(2006年4月)』以来、テレビ朝日系では2年ぶりの連続ドラマ主演。

## 登場人物
※ストーリーに深く関わる役において、その20年後の姿を演じた俳優のエンドロールでの配役表記は「役名+20年後の年齢」の表記となる（例：ユーキ＋20年後の年齢「43」＝ユーキ43など）。劇中でめぐるが20年後の姿を初めて見た際にはこの表記でテロップが出る場合がある。

### 吉田家（主人公とその家族）
吉田めぐる（よしだ めぐる）
演 - 深田恭子
- めぐる4 - 山田萌々香
- めぐる12 - 西浦璃奈

このドラマの主人公で小中学生向けの進学塾「大親切アカデミー（仮）」に勤務する英語教師。別項にもあるように塾の名称はコロコロ変わる。24歳の誕生日に、満腹になると他人の20年後の姿が見える能力を得る。食い意地と好奇心は人一倍強く、授業に食べ物を知らずの内に持ってきてしまう。それらを口にした結果、生徒たちの20年後を見てしまうことになる。母方の祖父である中吉の家に同居。苦手な食べ物はレーズン。
吉田中吉（よしだ ちゅうきち）
演 - 地井武男
めぐるの母方の祖父。めぐると同じ能力を持つ。本人曰く、その能力を「ただの自慢」と称す。また年の功からか自分自身の20年後の姿が見えるなど、めぐるよりも高い能力を持つ（後にめぐるにも自分の20年後が見えるようになった）。その能力を持つゆえに「腹八分目」をモットーにしており、食事後は必ずと言っていいほど散歩をする。めぐるはその散歩が中吉の趣味だと思っていたが、実は「能力を発揮しないよう、腹ごなしの為に」と嫌々ながら散歩をしている。地井武男が同局でレギュラー出演している番組「ちい散歩」のパロディで、「ぢい散歩」と命名されている。めぐるとの仲は大変よいが、散歩についてはめぐるやユーキから「徘徊」と言われている。他人の未来を変えることになるため、未来を他人に教えることを良しとは考えていない（ただし子供は例外）。過去にはこの「自慢」を生かし、保険のセールスをしており、売上はトップだった。しかし、すぐに死ぬ人間が保険に入っても会社には利益がないため、出世はできなかった。
なお、20年後には既に死亡しており、満腹のめぐるや本人には幽霊に見えている。
吉田はまる（よしだ はまる）
演 - 船越英一郎（特別出演）
めぐるの父親で吉田家の婿養子。かつてはディスコ経営や不動産取引で相当な財を成したがバブル崩壊で没落、しかしITバブルの波に乗り、株取引でドン底から盛り返し再び会社を興すも、今度は違法取引で摘発され再度没落。義父の中吉とは断絶状態でホームレス状態かと思われた。娘思いだが拝金主義者的な面があり、かつ浪費癖もある。現在でも愛子のお陰で大金を持ち歩いていて、いつもクラブにいる。登場時は45歳だったが誕生日を迎え46歳となる。20年後は政治家となり、選挙に出馬している。
吉田愛子（よしだ あいこ）
演 - 榊原郁恵
めぐるの母親で中吉は実父にあたる。味噌汁でも水で薄めないと飲めないほどの猫舌。占い師「新宿に母」（これでめぐるたちに居場所を知らせていたつもりらしい）として、テレビにもよく出演している。12年前、夫・はまるが抱えた膨大な負債の取立てにめぐるや中吉を巻き込まないようにと家を出て以来、音信不通になっていたが、再会後は頻繁に吉田家に現れるようになった。実ははまるとは離婚しておらず、12年間アパートで2人で暮らしており、はまるには自分が稼いだ大金を渡していた。当初、本人は未来を見ることはできないと言っていたが、実は予知能力を身に付けていたことが判明した。それも、めぐるが20年後に見えるせいで胃に穴をあけ、回復したことにより、近未来が見えるという能力。最終話で警察に拘束されるが、署内でも占い業「警察に母」を始めて氷高ら警察を困らせている。
吉田永作（よしだ えいさく）
演 - 橋本じゅん
愛子の弟。ITバブル時代にはまるとともに遊び倒していたが、没落後はインドで精神世界の鍛錬の後、奈良で新興宗教「未来永劫幸せの証」の教祖をしていた。インチキがバレそうになり東京に逃げてきたが、めぐるの能力に気付き、それを利用しようとしてめぐるを付け回す。本人は「未来が見える」と言っているが、シンゴによると予知能力は受け継いでいない模様。普段は修行僧の恰好をしている。最終話で警察に逮捕されるが、20年後は僧侶になる。
吉田真悟（よしだ しんご）
演 - 槇岡瞭介
永作の息子。めぐると同じ能力を持っているが、めぐるとは違い何億通りの未来を見ることができる。しかし、全ての未来を見てしまうと、倒れるほど疲れてしまうので満腹にならないよう、ベビースターラーメンを模した「ベビーラーメン」を食べてしのいでいる。ちなみに、シンゴから見ればめぐるの能力はカブトムシの幼虫レベルだという。吉田家に同居する。
シンゴ32
演 - 荒川良々
シンゴの20年後の姿。当初はただジャージを着ていただけだったが、永作の逮捕時には僧侶の姿をしている。

### 塾関係
門伝大（もんでん まさる）
演 - 武田真治
「大親切アカデミー（仮）」の塾長。常に塾の名前を変えようとしている（だが自分の名前である「大」の字を入れるのは欠かせない）。本人は秘しているつもりだがヅラ愛用者で、めぐるの能力で見えた20年後の姿は風貌がほとんど変わっていない。ヅラを外した姿はめぐる達によると「もずく」や「西部劇に出てくる根無し草」のようだとのこと。プロ野球マニアで昔の外国人選手のデータと「3年B組金八先生」について異様に詳しい。実は東京大学出身。
江口秀夫（えぐち ひでお）
演 - 星野源
「大親切アカデミー（仮）」の数学講師。めぐるに好意を寄せている。塾生からは陰で名前を捩って「エロビデオ」と呼ばれている。講師の間でも本名で呼ばれることは稀。「エロビデオ」の他に「エロ」、「裏ビデオ」、「AV」、「AV男優」、「エロ出っ歯Vネック」、「エグチンピラ」とも呼ばれた。そして実際にAV好き（第5話でレンタルビデオ店から借りたソフト・オン・デマンドの長澤つぐみのAVを解説しているほど）。資格マニアで20年後はエリートになっている。
高尾山登（たかおさん のぼる）
演 - 正名僕蔵
「大親切アカデミー（仮）」の講師。仙台の私立中学校で古文の教師を務めていたが、木村みちるとの淫行が元で学校を追われたらしい。40歳独身。めぐるが見た20年後の姿では5児の父親になっていたが、第3話でめぐるが将来妻となるみちるに未来のことを言ってしまったため、第3話の終わり時点では未来像の子供の存在が消え、盆栽マニアの孤独な老人になっていた。が、後に元の運命に戻る。高尾山は偽名で本当の苗字は高山（たかやま）。実は年上の女性（特に五月みどり辺り）が好み。門伝を上回る「3年B組金八先生」マニア。
木村みちる（きむら みちる）
演 - 黒川智花
第2話で「大本気（おおマジ）アカデミー」のアルバイト募集広告を見て塾にやって来る。高尾山とは「仙台修文中学校」にて担任教師と生徒の立場だったが、その一線を越えて恋愛関係になった。仙台出身で訛りが激しく、怒ると「地獄さ、堕ちろ!」と言う。現在でも高尾山を愛しており、めぐるには20年後に高尾山の妻となっている姿が見えるが、未来のことを言った後は、高尾山とは結婚せず、パキスタンでボランティア活動をしていた。が、最終的には元通りになる。吉田家に下宿している。第7話からはひょんなことから江口と付き合い初め、自分のことを「ミッシェル」と呼ばせていた。「東京もん」になるため自分のファッションを模索したが、どれも全く似合っておらず、結局は元に戻すことに。最終話では江口との仲は冷え切っており、破局も時間の問題だった。

### 塾生
赤坂健児
演 - 佐藤和也
「大親切アカデミー（仮）」の生徒。医者一家の次男に生まれ、両親から医者になるように期待されているが、歌手になることを夢見ている。千鶴と交際中。
赤坂35
演 - 金子賢（第1話ゲスト）
赤坂の20年後の姿。20年後は歌手ではなくペンキ職人となっている。外国人女性と国際結婚することになっている。

千鶴
演 - 森岡朋奈
「大親切アカデミー（仮）」の生徒。健児と付き合っており、2人で流星高校進学を目標にしている。めぐるには千鶴の20年後が幽霊に見えていた。流星高校への進学が決まってからは「Diana」でアルバイトをしている。
千鶴35
演 - 伊藤裕子（友情出演、第6話ゲスト）
千鶴の20年後の姿。めぐるの説得によって運命が変わり、婦人警官になっている。

金田大作
演 - 高井理央
「太先輩アカデミー」の生徒。肥満児で、ダイエットのせいで栄養失調になり授業中に倒れてしまう。雪子に想いを寄せている。
大作29
演 - 阿部力（第2話ゲスト）
大作の20年後の姿。現在からは想像もできないイケメン。

雪子
演 - 松本梨菜
「太先輩アカデミー」の生徒。大作の告白を軽くあしらう。
雪子29
演 - 小野真弓（第2話ゲスト）
雪子の20年後の姿。大作と結婚し、妊婦になっている。

石倉タモツ
演 - 石田愛希
母親のゆり子に勉強漬けにされ、いくつも塾を掛け持ちしている。そのため、「太田光アカデミー」に来るまでは友達もいなかった。
タモツ32
演 - 山本浩司（第5話ゲスト）
タモツの20年後の姿。浪人生となっていたが、めぐるに未来を告げられた後は運命が変わり、無事に大学を卒業して博士号を取得した。

手塚ジュン
演 - 木村茜
ジュン29
演 - 野波麻帆（母と2役、第7話ゲスト）
ジュンの20年後の姿。母親絵里子と瓜二つで看護師になっている。

瀬古いづみ
演 - 足立梨花
「づらアカデミー」の生徒。高校受験に失敗し、都立高校の2次募集を目指しているが、シンゴによると、それも落ちるらしい。入試を受けなくてもよくなるよう、コンビニで万引き事件を起こす。
今市良平
演 - 西原信裕
「づらアカデミー」の生徒。やはり都立高校の2次募集を目指している。
今市35
演 - 池谷直樹
今市の20年後の姿。ライフセーバーになっている。

### その他
海老沢ユーキ（えびさわ ゆーき）
演 - 勝地涼
めぐるの1歳年下の恋人。自称「京王稲田堤のリヴァー・フェニックス」。現在フリーターで「Diana」というホットドッグ屋台にて時給900円（後に950円に昇給）で働いている。元々大学の後輩であったため、恋人になってからもめぐるに敬語を使う。やや頭が悪い。中吉と意気投合し（「ギリギリじいさん」、「ギリじい」と呼ぶ）、めぐるとは祖父公認の仲となった。めぐるから能力の秘密を打ち明けられ、知る事となる。めぐるが空腹になったときは必ず駆けつけ、ホットドッグを渡す。シンゴによると、ユーキもエスパー（ただし、読めるのはめぐるの心だけ）らしいが真相は不明。
ユーキ43（ゆーき43）
演 - 田口浩正
ユーキの20年後の姿。20年後はデブで薄毛（作品中では「ズルむけのプヨプヨ」と表現されている）の悲しい容姿の中年になっている。

薮中（やぶなか）
演 - 佐藤二朗
めぐるとユーキが2人でよく行く焼肉店「ジュージューパラダイス　杉並店」店長だったが、焼肉店が倒産し、次に就職したステーキ店も買収され、結局「Diana」で働くことに。卑屈な性格で客へは異常なまでの低姿勢で接する。めぐるが24歳の誕生日の夜にユーキと2人でこの店で食事をし満腹になり、初めて能力に覚醒する。

### ゲスト

#### 第1話
赤坂寅彦
演 - 佐戸井けん太

赤坂美代子
演 - 栗田よう子
健児の両親。父親は開業医、母親は研究員。健児が歌手を目指すのはめぐるにそそのかされたからだと「大親切アカデミー（仮）」に乗り込んでくる。

#### 第2話
金田大作の両親
演 - パパイヤ鈴木、種子
揚げ物とロールケーキの惣菜店「DELI金田」を経営。
金田曜子
演 - 三浦愛美
大作の姉。大作の恋心を聞いて大笑いする。
山内雅也
演 - 溝口琢矢
大作と雪子の通う小学校の先輩。女子に人気。雪子を振り向かせたい大作が徒競走の試合を申し込んだ。

#### 第3話
陽平
演 - 遠山俊也
みちるの実父。
セツ子
演 - 吉田昌美
みちるの実母。
純一
演 - 林和義
みちるの義父（実母の再婚相手）。みちるに優しく接している。
裕子
演 - 猫田直
みちるの義母（実父の再婚相手）。みちるに優しく接している。
スーパー店員
演 - 青木和代
はまるのバイト先であるスーパーの主任。

#### 第4話
アキラ
演 - 塚本高史（友情出演）
　めぐるの幼馴染でユーキのバイト先の社長。子供の頃は小太りでめぐるにからかわれていたが、めぐるに思いを寄せ続け、イケメン実業家となって再びめぐるの前に現れた。
女学生
演 - 矢島悠子（テレビ朝日アナウンサー ちい散歩から）
結婚後
演 - しのへけい子
清楚な女学生で若き日の中吉が一目惚れし、結婚することになる。つまり後のめぐるの祖母。中吉のプロポーズが「家事は一切しなくてもいい」という内容だったため、結婚後は「ノーブラで腹の上にスイカの皮を乗せても平気な女」になってしまった。
歌い手
演 - やなわらばー
エンドロールに登場。

#### 第5話
石倉ゆり子
演 - 高橋由美子（友情出演）
タモツの母親。門伝とは東大の同級生だった。タモツの受験を思うあまり、「太田光アカデミー」に乗り込んできては無理難題を要求し、めぐるや江口の私生活にまで口を挟む。
なお、門伝役の武田真治とはテレビ朝日系ドラマ「南くんの恋人」 以来の共演となった。また、主演の深田も2004年に同局で放送されたリメイク版で高橋が演じた役を演じている。
モンスター
演 - ジャガー横田
めぐるが想像したモンスターペアレント。
杉田
演 - 野添義弘
校長。
吉村先生
演 - 宮沢紗恵子
タモツの通う小学校の校長と担任。ゆり子の度重なる要求にノイローゼとなる。タモツの入塾を聞き、「太田光アカデミー」を訪ねてゆり子に注意するよう忠告する。

#### 第6話
竹下舞
演 - 青谷いずみ
オリンピックに出場するアイススケート選手。愛子はメダル獲得数を「金0、銀0、鍋1」と予想し、その言葉通り、後に鍋のテレビCMに出演した。このことがめぐるに愛子の予知能力を気付かせるきっかけとなった。

#### 第7話
手塚絵里子
演 - 野波麻帆
元AV女優「沢樹あんな」で、ジュンの母。
店主
演 - 徳井優
約20年前に愛子がうどんを食べていたそば屋の店主。

#### 第8話
警官
演 - おかやまはじめ
万引き事件を起こしたいづみを「づらアカデミー」に連れて来る。子供に受験生がいるため、心境は分かるとして穏便に収拾させようとする。

#### 第9話
氷高
演 - 田口浩正（最終話）（2役）
警視庁公安部の刑事。永作が起こした詐欺事件の捜査の聞き込みでめぐるを訪ねる。ユーキ43と瓜二つである。常に違う相棒を連れ歩いている。カラオケの十八番は松山千春の「季節の中で」。

#### 最終話
井上
演 - 半海一晃
「丸顔食堂」の店主。以前、末期ガンだった母親が永作の言葉に勇気付けられて快復して以来、熱心な信者となる。中吉とシンゴを人質にして逃げてきた永作を食堂の2階に匿う。20年後は幽霊になっている。
井上の母
演 - 五月晴子
永作の言葉により末期ガンを克服し、20年後も健在。

## その他

### 塾の名称
物語の舞台でもあるめぐるが勤める進学塾の塾長は門伝大。門伝大が毎回名前を変えようとしているため、毎話ごとに名前が変わっているが、門伝大が自分の名前の大（まさる）を入れたがるため基本的に頭に「大」の字が付く名前である。またそれに同調して番組公式HP内各所にある塾名の表記もちゃんと変更されている。第1話で「大満足・大安心・大興奮・大好き・大相撲・大放出・大自然」などなどの名がボツ案として記載されたノートが映る。頻繁に変わる看板の代金が、塾の経営を圧迫しているようである。第5話では進学塾「前進ゼミナール」に対抗するためにめぐるの提案で校歌が作られた。
第1話：「大親切アカデミー（仮）」→「大本気（おおマジ）アカデミー」
門伝の前でめぐるが発した「げっ、マジ!?」の一言を聞いて決めた。
第2話：「大本気（おおマジ）アカデミー」→「太先輩（ふとしせんぱい）アカデミー」
「大先輩アカデミー」に変えようと塾の前の道路で門伝自ら看板を書き変えていた際、地図を見ながら歩いてきたみちるにぶつかられ、転び、いらぬ点を書き込んでしまった。
第3話：「太先輩（ふとしせんぱい）アカデミー」→「太陽光（たいようこう）アカデミー」
みちるが太先輩アカデミーの講師になったことを記念して、太陽光アカデミーに。門伝曰く、「太陽の下で遊ぶ子供たちの連想」とのこと。しかし、電話に出る際に思わず「はい、太陽光エネルギーです」と言ってしまうのが難点である。なぜか太の字はそのまま残した。
第4話：「太陽光（たいようこう）アカデミー」→「太田光（おおたひかり）アカデミー」
塾長曰く、「予算の関係で一文字だけ変えた」「太田光さんて、漫才も出来れば、司会も出来る。そんな人にしようとしたが、全く意味はない。面白重視」だが、実は第4話の本筋を表している。第5話では「はい、太田光です」と言ってしまった。ちなみに、偶然にもその後の太田司会の爆笑問題の検索ちゃんでは、未来講師めぐるが問題のジャンルとして放送されていた。
第5話：「太田光（おおたひかり）アカデミー」→「ぉ前達ァヵデミナール」
新しくできた名門進学塾「前進ゼミナール」に便乗すべく、ぉ前達ァヵデミナールへ改名。「お」と「アカ」が特に小さく表示されている。
第6話：「ぉ前達ァヵデミナール」→「マサルのおいしいアカデミー」
第5話でタモツが受験に失敗したらぉ前達ァヵデミナールの塾長をやめるとタモツの母に宣言したが、タモツが受験に失敗したため、名前そのものを変えてしまった。元ネタは門伝がしきりに口にしていた「レミーのおいしいレストラン」。当初は門伝大の「門」が入っている中吉案の「未来の門アカデミー」がみちるら講師達に支持されたが門伝が自分の案を押し切った。
第7話：「マサルのおいしいアカデミー」→「光代アカデミー」
私立高校の二次募集の合格率が3割2分4厘になったため門伝が合格祝いで変更。合格率の3割2分4厘にちなんで324、ミツヨ、光代とのこと。また看板の文頭には浅香光代の顔が描かれている。
第8話：「光代アカデミー」→「づらアカデミー」
門伝が塾の前に設置したアンケート箱の中の回答により。その他には「バーミヤン」、「高須クリニック」、「談話室滝沢」、「かつらアカデミー」、そして過半数が「塾」という結果であった。アンケートの中にはアカデミーのトイレのつまりについての苦情が来ているなど、講師陣同様に生徒も真面目に考えてはいなかった。
第9話：「づらアカデミー」→「未来が見える 吉田アカデミー」
めぐるから能力のことを聞き知った門伝が思いついた塾名。「光代アカデミー」同様、文頭にはめぐるの顔が描かれている。
第10話：「未来が見える 吉田アカデミー」→「門伝大とゆかいなアカデミー」
「未来が見える 吉田アカデミー」は、逮捕されていためぐるが釈放されるまで「容疑者」と付け足していた。
「門伝大とゆかいなアカデミー」文頭には、門伝、江口、高尾山、みちる、めぐるの顔が描かれている。

### めぐると中吉の能力
別項にもある通りめぐると中吉は満腹になると他者の20年後を見ることができる。吉田家が古来は占い師の家系で尚且つグルメだったことから、時と共に特殊な形でこの能力が受け継がれたとされている。食べ物の種類によって能力が維持できる時間が違い（第2話より）、また満腹の状態で電話をしても20年後の姿が声に反映されないのも特徴。
満腹になって他者の20年後を見られること以外にも、他人の20年後にメールを送ることが出来る。そこから20年後の近況を知ることが出来る。方法はメールアドレスの＠マークを20個入れて送信するだけ。

### めぐるが授業に持ってきてしまうお菓子・食べ物
- 第1話：お菓子コーナーにあったカステラを黒板消しと間違えて持ってくる。
- 第2話：江口の持ってきたかりんとうをチョークと間違えて持ってくる。
- 第3話：みちるの持ってきたベーグルを腕時計と間違えてつけてくる（しかもなぜか両手共）。
- 第4話：バッテラを黒板消しと間違えて持っていこうとするが、塾長らの指摘で気付く。
- 第5話：12個入りチョコレートを英和辞典と間違えて持ってくる。アドリブで生徒にバレンタインチョコとしてあげた。
- 第6話：食べかけの板付き蒲鉾を黒板消しと間違えて持ってくる。
- 第7話：（なし）
- 第8話：職員室にあったカステラを黒板消しと間違えて持ってきたつもりだったが失敗。
- 第9話：（なし）
- 最終話：食べかけのバウムクーヘンをCの字と間違えて持ってくる。

### エンディングで黒板に表示される英単語
- 第1話：dream
- 第2話：promise
- 第3話：family
- 第4話：（なし）
- 第5話：harmony
- 第6話：fight
- 第7話：children
- 第8話：power
- 第9話：future
- 最終話：now

### エンディングの廊下に貼られている絵の作者として出ている名前
- 第1話：ふかだきょうこ
- 第2話：かつぢりょう
- 第3話：くろかわともか
- 第4話：（なし）
- 第5話：まさなぼくぞう
- 第6話：ほしのげん
- 第7話：たけだしんじ
- 第8話：たぐちひろまさ
- 第9話：ふなこしえいいちろう
- 最終話：（なし）

## スタッフ
- 脚本 - 宮藤官九郎
- 音楽 - 野崎良太（Jazztronik）
- 演出 - 唐木希浩（5年D組）、高橋伸之（テレビ朝日）
- 主題歌 - やなわらばー「サクラ」
- メイン・テーマ - Jazztronik「MEGURU < Main Theme Jyukucho Mix >」[2] - Jazztronikによるミニアルバム『Repro』（品番：PCCA.02700）に収録。
- 劇中歌 - 吉田めぐると講師達「ぉ前達ァヵデミナール塾歌」
作詞：宮藤官九郎、作曲：星野源、編曲：星野源・松浦有希
- チーフプロデューサー - 桑田潔（テレビ朝日）
- プロデューサー - 中込卓也（テレビ朝日）、平部隆明（The Farm）
- 制作 - テレビ朝日、The Farm

## 放送日程
| 話数                                                          | 放送日  | サブタイトル           | 演出     | 視聴率 |
| ------------------------------------------------------------- | ------- | ---------------------- | -------- | ------ |
| #001                                                          | 1月11日 | 食後は20年後が見える!? | 唐木希浩 | 09.0%  |
| #002                                                          | 1月18日 | 20年後の彼に恋!!       | 唐木希浩 | 10.6%  |
| #003                                                          | 1月25日 | 美少女・禁断の愛       | 高橋伸之 | 08.2%  |
| #004                                                          | 2月01日 | 愛は時空を超える       | 高橋伸之 | 08.8%  |
| #005                                                          | 2月08日 | 私が未来を変える       | 唐木希浩 | 07.2%  |
| #006                                                          | 2月15日 | 手錠と恋と受験生       | 唐木希浩 | 10.5%  |
| #007                                                          | 2月22日 | 恋するエロビデオ       | 高橋伸之 | 08.2%  |
| #008                                                          | 2月29日 | 超能力者続々登場       | 唐木希浩 | 10.0%  |
| #009                                                          | 3月07日 | 最初で最後のキス       | 高橋伸之 | 10.3%  |
| #010                                                          | 3月14日 | だから…現在            | 唐木希浩 | 08.1%  |
| 平均視聴率 9.1%（視聴率はビデオリサーチ調べ、関東地区・世帯） |         |                        |          |        |

## シナリオ集
- 宮藤官九郎『未来講師めぐる』角川書店、2008年（ISBN 9784048738453）